# Cryptoheros panamensis
Cryptoheros panamensis es una especie de peces de la familia Cichlidae en el orden de los Perciformes.

## Morfología
Los machos pueden llegar alcanzar los 13 cm de longitud total.

## Distribución geográfica
Es  endémico de América Central: Panamá.